# Lepidochitona monterosatoi
Lepidochitona monterosatoi är en blötdjursart som beskrevs av Kaas och Van Belle 1981. Lepidochitona monterosatoi ingår i släktet Lepidochitona och familjen Ischnochitonidae. Inga underarter finns listade i Catalogue of Life.